# موزه لیوروست کامارن
موزه لیوروست کامارن یکی از موزه‌های تاریخی و دولتی سوئد است. موزه در زیرزمین قصر سلطنتی در استکهلم قرار دارد. موزه از لحاظ اداری بخشی از موزه‌های تاریخی دولتی سوئد می‌باشد. این موزه سالیانه نزدیک به ۴۵۴۶۷۰ (۲۰۱۶) بازدیدکننده دارد.

## تاریخچه
لیوروست کامارن در گذشته انبار لباس، تجهیزات و اسلحه خانه سلطنتی بوده‌است. قدیمی‌ترین اشیاء و اموال منقول از سال ۱۵۴۸ میلادی، در آنجا محفوظ و نگهداری شده‌است.
زیربنای این مجموعه را که امروز به موزه تبدیل شده‌است، گوستاو دوم آدولف بنا نهاد. در سال ۱۶۲۸ او دستور داد که لباسهایش باید در روست کامارن به عنوان یک یادبود جاودان برای همیشه حفظ شوند.
این به این معنا است که: موزه لیوروست کامارن از ذخیره تاریخی خوبی برخوردار است. در سال ۱۶۶۰ تعدای از اشیاء تاریخی موزه و ذخایر آن به پاویلیون ملکه کریستینا منتقل و سپس در سال ۱۶۹۰ این اشیاء از قصر به مکانی به نام ماکالوس منتقل شدند.
این مجموعه بعدها به مکانهای مختلفی مانند قصر فردریکسهوو و کاخ آروفورستن برده شده‌است. در سالهای ۱۸۰۰ میلادی لیوروست کامارن با بخش گنجه و لباسهای سلطنتی ادغام شد و در سال ۱۸۸۴ این مجموعه مشترک به قصر برگردانده شد. تا سال ۱۹۰۶ در آنجا از آنها نگهداری می‌شد و سپس به موزه نوردیسکا منتقل شدند.
در سال ۱۹۷۸ این مجموعه دوباره به قصر بازگردانده شد. در سالهای ۲۰۱۰ موزه روی این امر سرمایه‌گذاری کرد که اشیاء خود را به شکل دیجیتال و با استفاده از اپهای تلفن همراه و با کدهای QR جهت بازدید عرضه کند.

## مجموعه و اشیاء

Interiör rum C - Livrustkammaren - 87965

وظیفه موزه لیوروست کامارن این است که تاریخ پادشاهی سوئد را از زمان گوستاو واسا تا کنون انعکاس دهد. موزه متشکل از مجموعه‌ای عظیم از اشیاء در ارتباط با خاندان سلطنتی در تاریخ سوئد است. یک میراث فرهنگی که نقش خاندان سلطنتی را در طی قرنها در پیشرفت تاریخی سوئد نشان می‌دهد. لیوروست کامارن به شکلی ویژه مجموعه‌ای ممتاز از لباسهای سلطنتی را از سالهای ۱۶۰۰ تا ۱۷۰۰ میلادی به نمایش می‌گذارد. این امر موزه را در جهان منحصر به فرد کرده‌است. اشیایی از مراسم‌های بزرگی چون تشریفات و مراسم حکومتی، عروسی، غسل تعمید و نامگذاری، خاکسپاری همراه با اسلحه، تجهیزات و کالسکهها را می‌توان در این موزه یافت. همچنین وسایل مرتبط با زندگی روزانه درباریان مانند اسباب بازیها و لباسهای متفرقه را می‌توان یافت. با ارزشترین کالسکه‌های درباری در سطح جهان را می‌توان در این موزه یافت.
به عنوان مسال می‌توان در این مجموعه پیراهن خونین گوستاو دوم آدولف و تصاویری از اسبش استریف که در جنگ ۱۶۳۲ لوتزن بر آن سوار بود را مشاهده کرد. کلاه گیس کارل دوازدهم که او هنگام گردشش به دور اروپا در سال۱۷۱۴ به سر داشت، یونیفرم کارل دوازدهم در هنگام محاصره قلعه فریدریکستن در سال ۱۷۱۸ همراه با لباسهای ماسک‌دار که در هنگام قتل گوستاو سوم در اپرای با ماسک ۱۷۹۲ به تن داشت، در این مجموعه یافت می‌شوند. قدیمیترین اشیاء لیوروست کامارن زره‌های رژه و اسلحهها می‌باشند که از سال۱۵۰۰ میلادی در قصر قدیمی تره کرونور حفظ شده‌اند. بازدیدکنندگان همچنین می‌توانند از اشیاء معاصر مربوط به خاندان سلطنتی نیز بازدید کنند. به عنوان مثال لباسهای آبی رنگ و رسمی شاهزاده ویکتوریا که او در ۱۸ سالگی و در سال ۱۹۹۵ پوشیده‌اند در این مجموعه یافت می‌شود.

## منابع مرتبط

Vagnhallen - Livrustkammaren - 87958

## نگارخانه

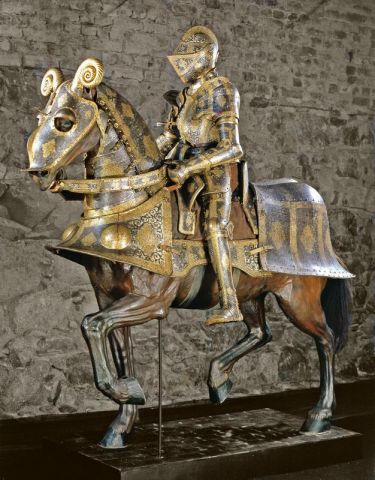
Royal armoury Stockholm 1

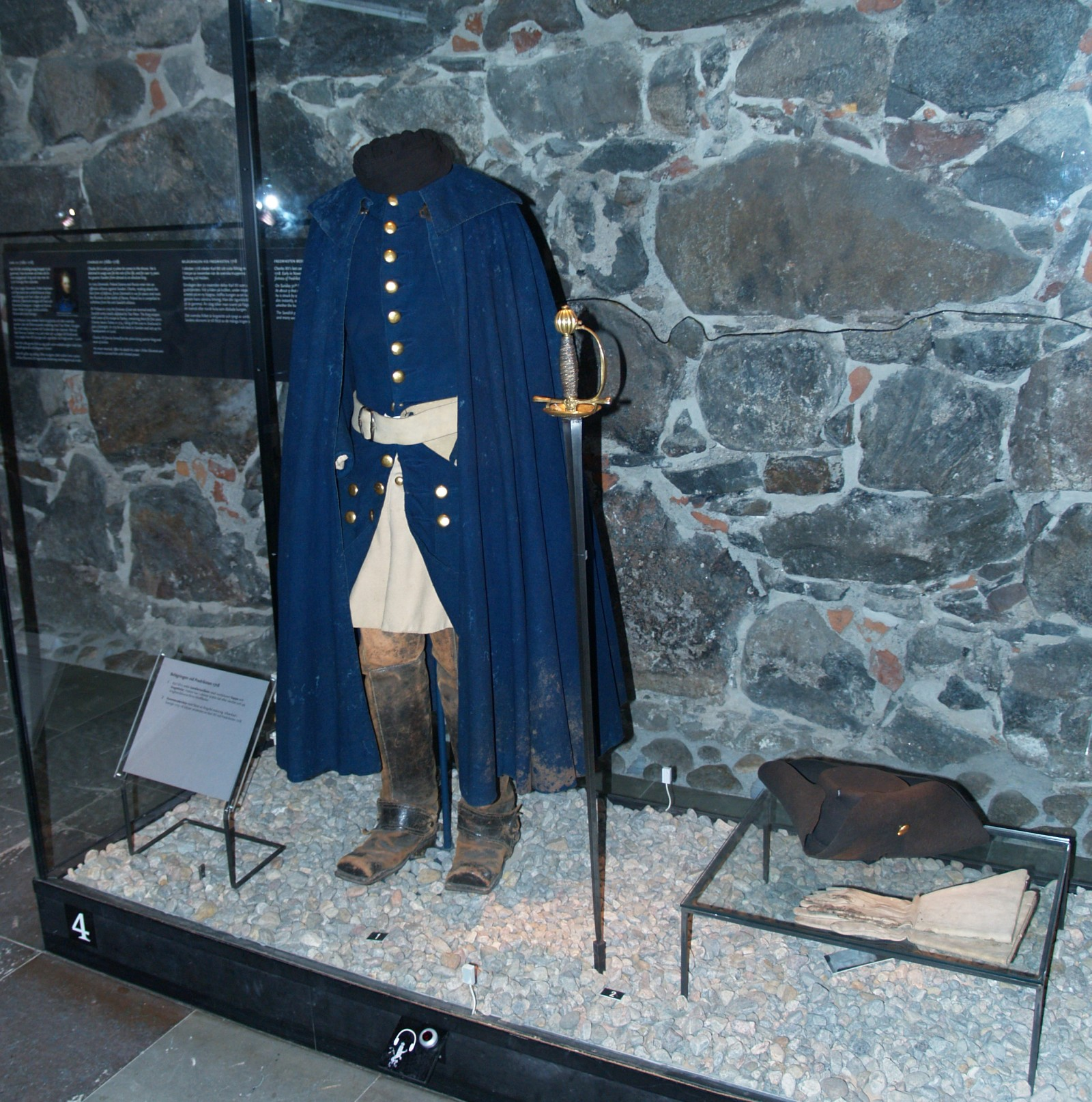
Carolus XII dress livrustkammaren museum stockholm

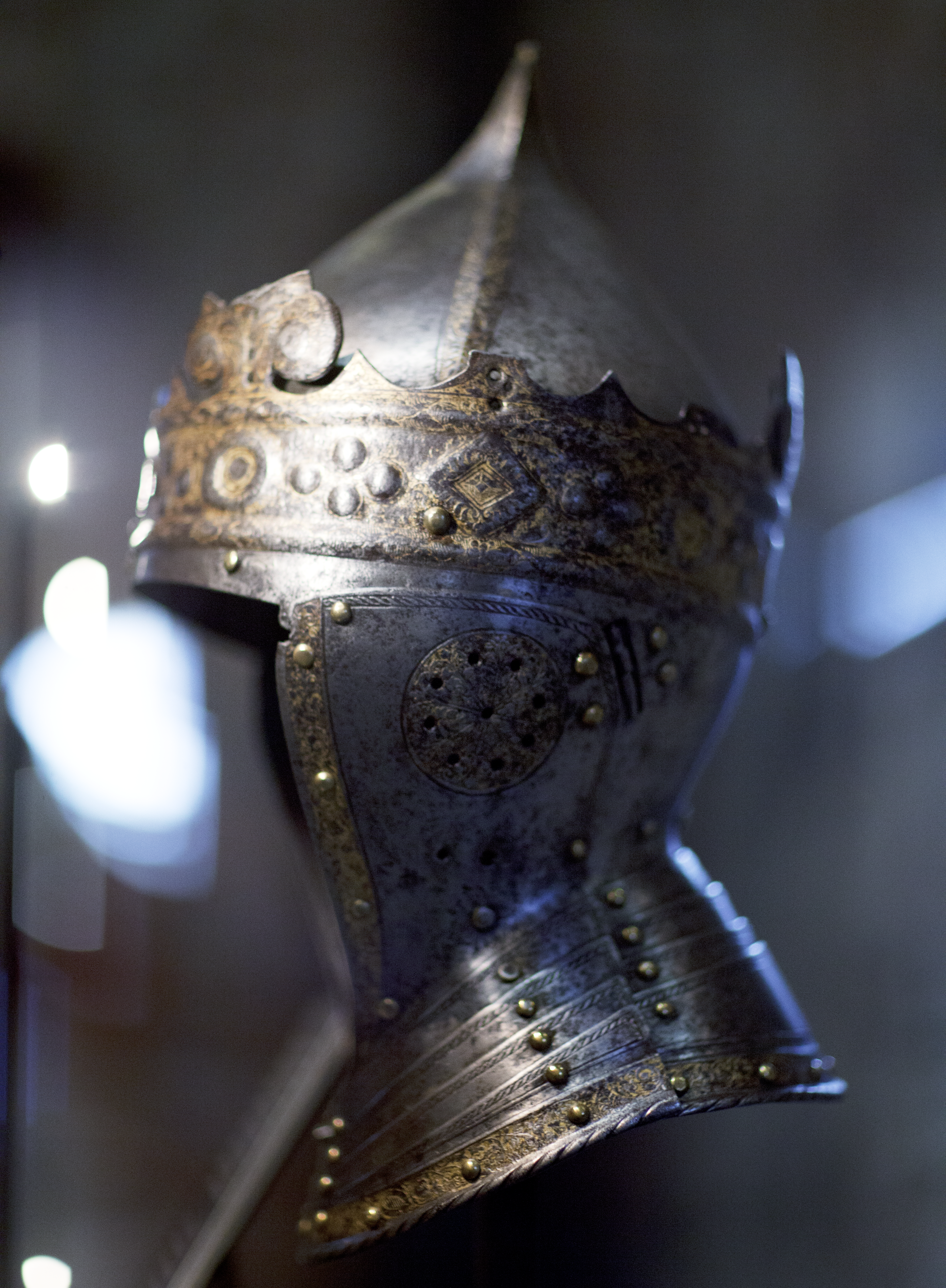
Gustav Vasas hjälm från 1540 cirka - Livrustkammaren - 94005

عکسهایی از نمونه‌هایی از اشیاء موجود در موزه را می‌توانید اینجا ببینید.